# Mycetophila conjuncta
Mycetophila conjuncta är en tvåvingeart som beskrevs av Freeman 1951. Mycetophila conjuncta ingår i släktet Mycetophila och familjen svampmyggor. Inga underarter finns listade i Catalogue of Life.